# Narcisse Leven

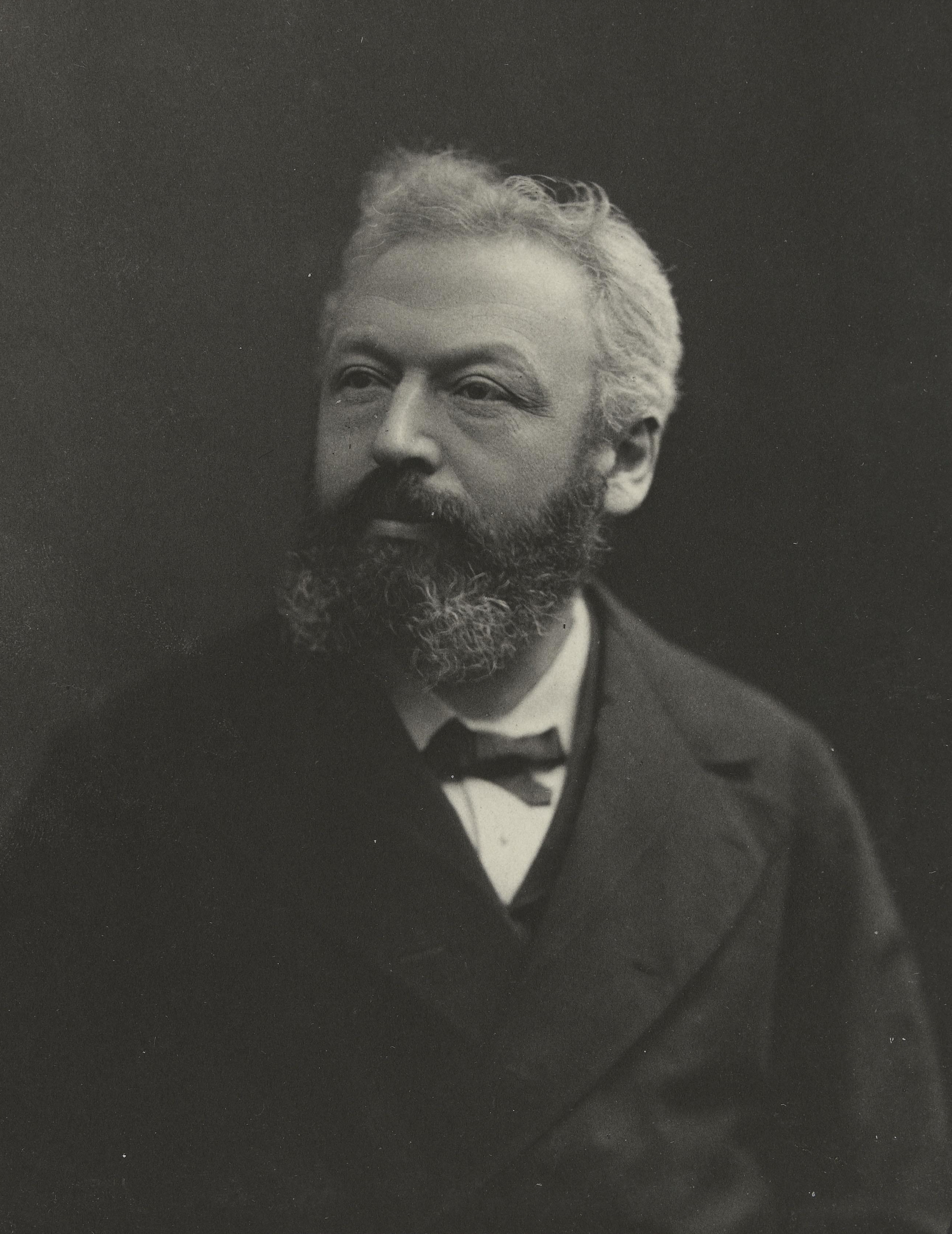
Narcisse Leven

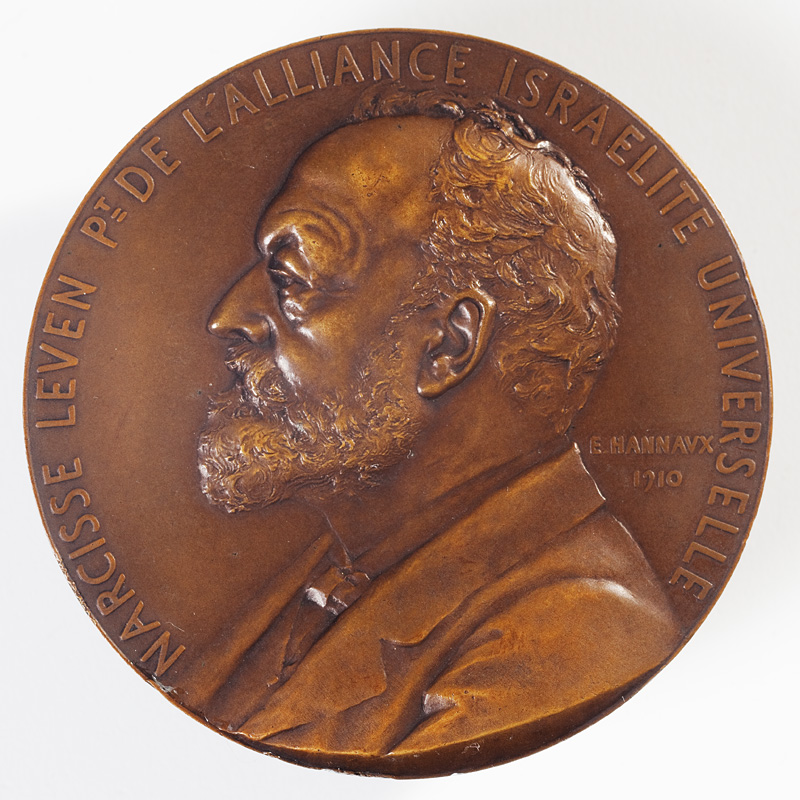
Medaille von Emmanuel Hannaux zum 50-jährigen Jubiläum der Alliance Israélite Universelle (1910) in der Sammlung des Jüdischen Museums der Schweiz, Basel (Inv-Nr. JMS 557).

Narcisse Leven (geb. 15. Oktober 1833 in Uerdingen; gest. 6. Januar 1915 in Paris) war ein französischer Jurist und Politiker. Er leitete die Alliance Israélite Universelle.

## Leben
Narcisse Leven war Stadtrat und Vizepräsident des Pariser Gemeindeparlaments. 1860 war er Mitbegründer der Alliance Israélite Universelle und in den Jahren 1898–1915 deren Präsident. Er war auch der erste Präsident der Jewish Colonization Association (Ica). Anders als der Rabbiner Zadoc Kahn, einem Mitglied im Comité central der Alliance Israélite Universelle, der eine versöhnliche Haltung einzunehmen versuchte, war Narcisse Leven ein entschiedener Gegner des Zionismus. Sein Ziel war es nicht, wie es der Zionismus anstrebte, die Juden zur Auswanderung zu bewegen, vielmehr wollte er sie bilden und emanzipieren. 1866 sagte Leven vor dem Comité central:  „Das wahre Ziel dieses Werkes ist es, die Bedingungen unserer Glaubensbrüder in ihren Ländern zu verändern.“
1870 wurde er Chef de cabinet in der Regierung Gouvernement de la Défense nationale (Kabinett Trochu), die im Deutsch-Französischen Krieg ihren Sitz in Tours hatte. In dieses Amt berief ihn der neu als Justizminister in die Regierung eingetretene Alliance-Mitgründer Adolphe Crémieux.